# Burniță

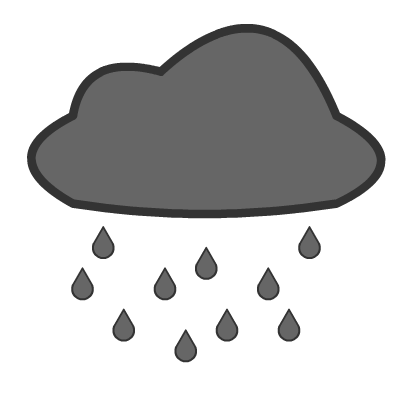
Semn convenţional meteorologic pentru burniţă

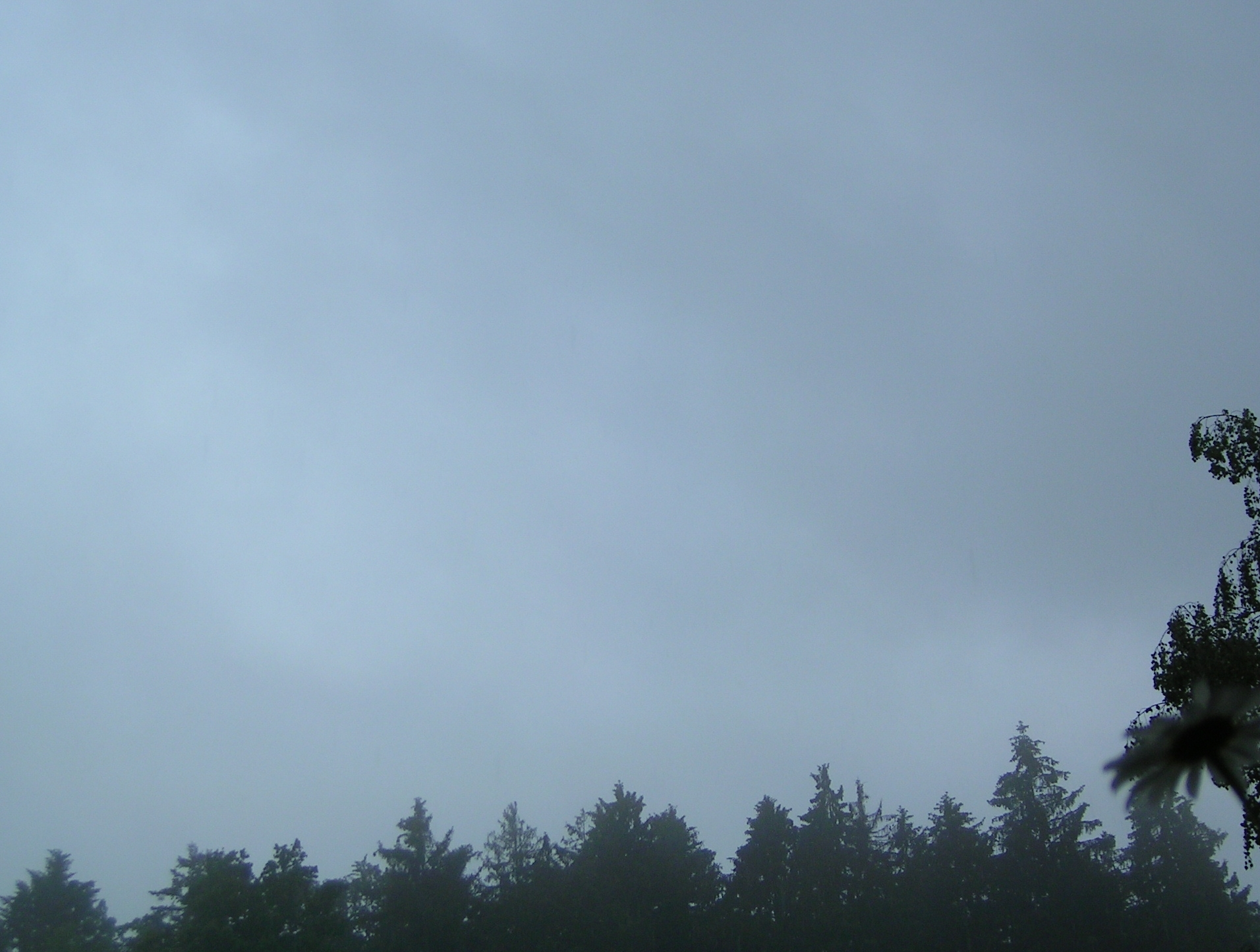
Nori de burniță (Stratus)

Burnița este un tip de precipitații, o ploaie fină și ușoară.
Cantitatea de lichid este mai mică decât la ploaie. Burnița se prezintă sub formă de picături cu un diametru mai mic de 0,5 mm care cad cu o viteză de cca. 0,3 m/sec. Este produsă de norii stratificați și de cei Stratocumulus. Apare mai ales în sezonul rece.
Datorită dimensiunilor reduse ale picăturilor, în multe situații burnița se evaporă  în mare măsură înainte de a ajunge la suprafață.